# Paraclitopa lanuginosa
Paraclitopa lanuginosa är en skalbaggsart som beskrevs av Waterhouse 1875. Paraclitopa lanuginosa ingår i släktet Paraclitopa och familjen Melolonthidae. Inga underarter finns listade i Catalogue of Life.